# Joseph Wirth
Karl Joseph Wirth (Freiburg im Breisgau 1879 szeptember 6. - Freiburg im Breisgau 1956 január 3.), német matematikus és politikus (Katolikus Centrum Párt). Németország külügyminisztere 1921 október – 1922 február között, majd német kancellár 1921 május – 1922 november között.

## Életpályája
Wirth, aki matematikaprofesszor volt, külügyminiszteri és kancellári hivatalt töltött be a közép-bal koalíciós kormányban. A koalíció három pártja a (Katolikus Centrum Párt (Zentrum), a Németország Szociáldemokrata Pártja (SDP) és a Német Demokratikus Párt (DDP). Wirth és külügyminisztere Walther Rathenau aktívan dolgoztak azon, hogy megmutassák, Németország képes teljesíteni a versailles-i békeszerződés által diktált követelményeket. A Wirth-kormány erős emberének a mai napig is Rathenaut tartják, és ennek meggyilkolása után (1922. június 24.), Friedrich Ebert elbocsájtotta Wirthet a kancellári hivatalából. Az új kancellár Wilhelm Cuno liberális-közép kormányában Wirth külügyminiszteri megbízatást kapott. Wirth 1933–1949 között önkéntes emigrációban élt Luzernben, Svájcban.

## Fordítás
- Ez a szócikk részben vagy egészben  a   Joseph Wirth című svéd Wikipédia-szócikk fordításán alapul.  Az eredeti cikk szerkesztőit annak laptörténete sorolja fel. Ez a jelzés csupán a megfogalmazás eredetét és a szerzői jogokat jelzi, nem szolgál a cikkben szereplő információk forrásmegjelöléseként.